# Stanišovi
Stanišovi is een plaats in de gemeente Raša in de Kroatische provincie Istrië. De plaats telt 49 inwoners (2001).